# Фондовая биржа Тринидада и Тобаго
Фондовая биржа Тринидада и Тобаго — фондовая биржа, расположенная в Порт-оф-Спейн, Тринидад и Тобаго. Рыночная капитализация биржи оценивается в $15 млрд долларов. Биржа находится под юрисдикцией Комиссии по ценным бумагам и биржам Тринидада и Тобаго.

## История
Была основана в 1981 году.